# Lenny Fontana
Lenny Fontana est un producteur et disc jockey américain.

## Biographie
Fontana commence à jouer professionnellement au milieu des années 1980, dans des clubs tels que Studio 54 et The Underground NYC. Il se fait connaître pour la première fois avec le morceau A Mystical Journey, qui atteint la 30e place du classement américain Billboard Hot Dance Club/Play en 1996. Il se fait connaître au niveau international en faisant partie de l'équipe de production de Powerhouse, avec Duane Harden, qui obtient la première place aux États-Unis avec What You Need ; la chanson se classe également 13e au UK Singles Chart. En 2000, il revient dans le classement britannique avec Chocolate Sensation (avec DJ Shorty), qui se classe 39e. Il continue à faire régulièrement des apparitions sur la scène internationale. 
En 2008, son single Wait 4 U (une collaboration avec le producteur britannique Ridney et la chanteuse Larisa) est publié par Ministry of Sound (Allemagne) en juin de la même année. Le titre avait déjà été utilisé pour l'émission Germany's Next Top Model 2008.

## Discographie notable

### Singles
- Lenny Fontana feat. D-Train - Raise Your Hands (DMC Buzz Charts #17) // (Music Week UK #3)
- Lenny Fontana - Chocolate Sensation (Music Weeks UK #21)
- Lenny Fontana feat. D-Train - Raise Your Hands (Music Weeks UK #13)
- Lenny Fontana feat. Keva the Diva - I Don´t Want You Back (Cool Cuts - Music Week # 19, DDC #38)
- Lenny Fontana - Everybody Put Your Hands Up (Swiss-SDC #21, UK-BDC #20)
- Powerhouse - What You Need (US#1, UK #13)
- Lenny Fontana feat. DJ Shorty - Chocolate Sensation (UK #39)